# Lîmanske, Iakîmivka
Lîmanske (în ucraineană Лиманське) este un sat în așezarea urbană Kîrîlivka din raionul Iakîmivka, regiunea Zaporijjea, Ucraina.

## Demografie
Componența lingvistică a localității Lîmanske
     Ucraineană (82,8%)
     Rusă (16,67%)
Conform recensământului din 2001, majoritatea populației localității Lîmanske era vorbitoare de ucraineană (82,8%), existând în minoritate și vorbitori de rusă (16,67%).